# Enno Hobbing
 (juillet 2010).
- Si vous ne connaissez pas le sujet, laissez ce bandeau (vous pouvez alors contacter les auteurs).
- Si vous supprimez le contenu mis en cause (vous pouvez préalablement contacter les auteurs),

argumentez précisément cette suppression dans la page de discussion
(un manque de référence n'est pas un argument ; une recherche réelle de référence doit avoir été effectuée, être formellement documentée).
Enno Hobbing est un espion de la Central Intelligence Agency, qui travailla dans le civil en tant que chef du bureau de Time Magazine.

## Missions: Europe, Iran, Amérique latine
Un certain Enno Hobbing est nommé en tant qu'officier de l'armée américaine escortant après la Seconde Guerre mondiale des physiciens allemands, dont Alexander Lippisch et T. W. Knacke, qui bénéficièrent du programme Paperclip d'exfiltration afin d'utiliser leurs compétences pour le compte des Américains. Il semble aussi avoir travaillé pour la Neue Zeitung, fondé par l'OMGUS (en) (Bureau du gouvernement militaire) lors de la dénazification.
On sait avec certitude qu'il était basé à Berlin, où il était chef de bureau du magazine, puis à Paris dans les années 1950, voyageant également en Iran vers 1951 selon le Time qui l'y envoya en tant que correspondant. Son article lui valut un courrier enflammé de « lecteurs » du Time, dont un affirmant « Je nomine Enno Hobbing pour le Département d'État », signée d'une certaine « Karlene Armstrong, de Beyrouth ».
Il fut dépêché en cette double qualité (de journaliste-espion) au Guatemala, où il participa à l'organisation de l'Opération PBSUCCESS pour renverser Jacobo Arbenz Guzmán, devant travailler, selon le journaliste William Blum, à la rédaction de la nouvelle Constitution,. Un an plus tôt, Mossadegh avait été renversé en Iran par la CIA. Lorsqu'Arbenz transmit le pouvoir au colonel Carlos Enrique Diaz, Hobbing lui aurait dit : « Colonel, vous ne convenez pas aux exigences de la politique étrangère américaine,. » Le 7 juillet 1954, sous pression des différents agents de la CIA en poste au Guatemala, Hobbing et le chef de station John Doherty, ainsi que l'ambassadeur John E. Peurifoy, le colonel obtempéra et céda ses pouvoirs à Castillo Armas.
Selon le Prix Pulitzer Seymour Hersh, il fut ensuite agent de liaison de la CIA pour le Business Group for Latin America, créé en 1963 par le PDG de la Chase Manhattan, David Rockefeller, à la demande expresse du président John F. Kennedy, qui souhaitait par là favoriser la concertation entre firmes des États-Unis présentes en Amérique latine et contrer ainsi l'influence de la Révolution cubaine de 1959. Par la suite, lorsqu'il quitta la CIA, il pantoufla dans ce lobby, devenu Council of the Americas en 1970, devenant membre de son conseil exécutif.
Il travailla également au Chili: le New York Times du 20 septembre 1974 le citait comme personnage clé, à côté du journaliste chilien Alvario Puga, dans la transmission de fonds des États-Unis au journal El Mercurio lors de la campagne de déstabilisation d'Allende précédant les élections de 1970,. Certaines sources affirment ainsi que le politique chilien Gregorio Amunátegui (es) se serait entretenu avec lui à Washington pour le compte du candidat de droite, Jorge Alessandri, Hobbing transmettant alors le message au représentant d'IT&T.